# Damir Chamadiev
Damir Darvisovič Chamadiev (in russo Дамир Дарвисович Хамадиев?; Sverdlovsk, 30 luglio 1981) è un allenatore di calcio a 5 ed ex giocatore di calcio a 5 russo.

## Carriera
Figlio del calciatore sovietico Darvis Chamadiev, Damir ha legato buona parte della carriera al Sinara, in cui ha militato complessivamente per dodici stagioni. Con la squadra di Ekaterinburg ha vinto la Coppa UEFA 2007-08, due Superliga e una Coppa di Russia. Nella massima serie ha giocato anche con Alfa Ekaterinburg e Dina Mosca, eguagliando il record di Pavel Stepanov per numero di stagioni disputate (22). A fine carriera ha disputato una stagione nella Major Liga con l'A-Tur. A livello di nazionale, Chamadiev ha partecipato con la Russia alla Coppa del Mondo 2008 e a quattro edizioni del campionato europeo.

## Palmarès

### Competizioni nazionali
- Campionato russo: 3
Sinara: 2008-09, 2009-10
Dina Mosca: 2013-14
- Coppa di Russia: 3
Alfa Ekaterinburg: 2001
Sinara: 2006-07
Dina Mosca: 2016-17

### Competizioni internazionali
- Coppa UEFA: 1
Sinara: 2007-08